# Enrique Jardiel Poncela
Enrique Jardiel Poncela (Madrid, 15 de octubre de 1901-Madrid, 18 de febrero de 1952) fue un escritor y dramaturgo español. Su obra, relacionada con el teatro del absurdo, se alejó del humor tradicional acercándose a otro más intelectual, inverosímil e ilógico, rompiendo así con el naturalismo tradicional imperante en el teatro español de la época. Esto le supuso ser atacado por una gran parte de la crítica de su tiempo, ya que su ironía hería los sentimientos más sensibles y abría un abanico de posibilidades cómicas que no siempre eran bien entendidas. A esto hay que sumar sus posteriores problemas económicos y fracasos de público durante el régimen franquista. Sin embargo, el paso de los años no ha hecho sino acrecentar su figura y sus obras siguen representándose en la actualidad, habiéndose rodado además numerosas películas basadas en ellas. Murió de cáncer, arruinado y en gran medida olvidado, a los cincuenta años.

## Biografía

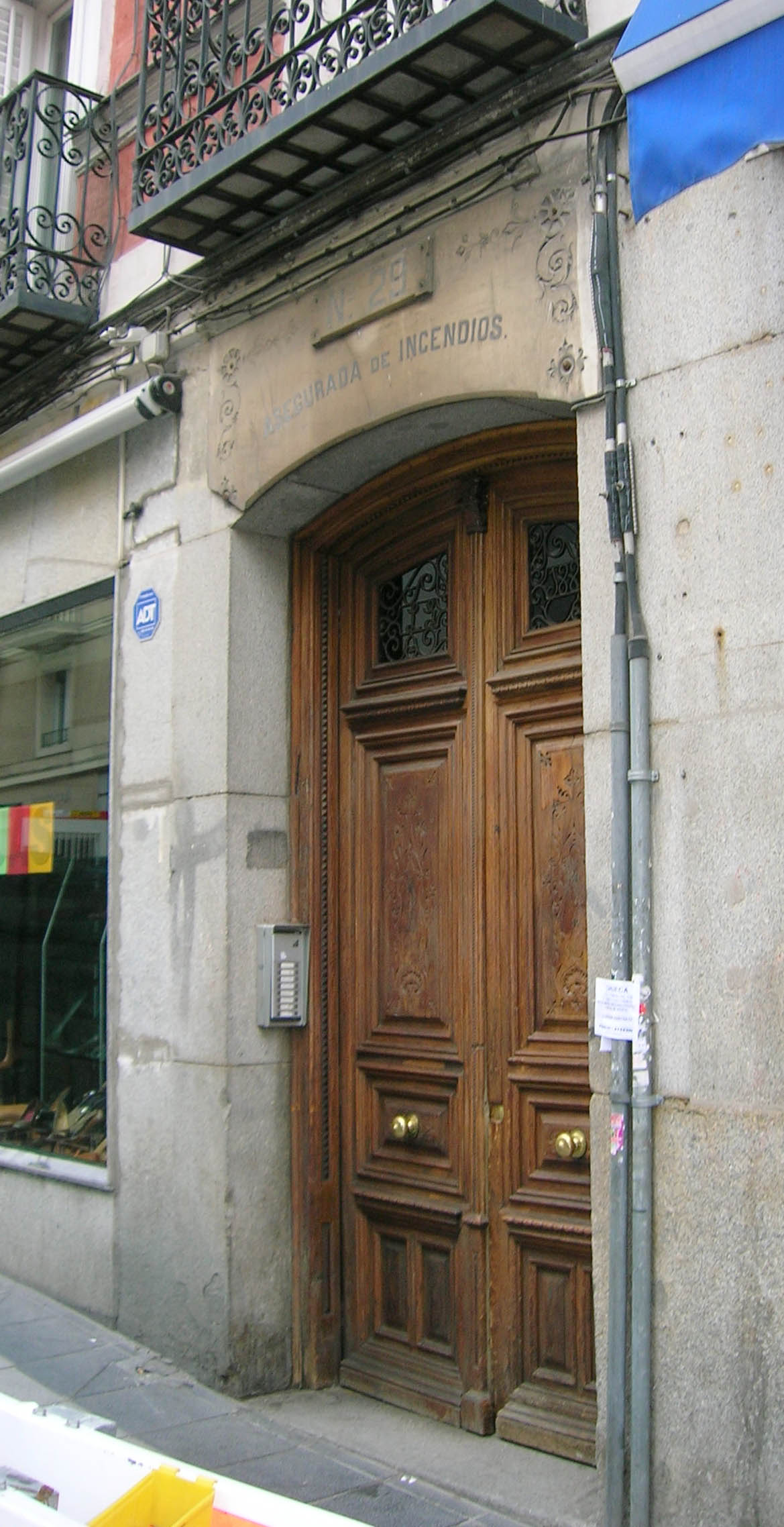
Portal de la casa natal de Jardiel Poncela en el número 25 de la calle hoy llamada Augusto Figueroa, Madrid.

Existen diversos biógrafos de Enrique Jardiel, entre ellos su hija Evangelina Jardiel Poncela (1928-26 de junio de 2018), quien pudo recurrir a anotaciones que su padre había dejado en cuadernos. No obstante, se sabe que el propio Enrique Jardiel tenía como proyecto en los últimos días de su existencia escribir una autobiografía titulada Sinfonía en mí. Este proyecto se vio frustrado por su enfermedad. Los prólogos de sus grandes novelas muestran detalles autobiográficos. Una de las biografías es Mío Jardiel, escrita por su amigo Rafael Flórez en los años sesenta. A ellas hay que añadir la de su amigo Miguel Martín (El hombre que mató a Jardiel Poncela) y dos realizadas por su nieto, Enrique Gallud Jardiel (Enrique Jardiel Poncela: La ajetreada vida de un maestro del humor y Jardiel: la risa inteligente). Posteriormente han aparecido dos biografías muy completas, la del periodista Víctor Olmos, titulada ¡Haz reír, haz reír! (2015), y la de Juan Carlos Pueo, con el título de Como un motor de avión: Biografía literaria de Enrique Jardiel Poncela.

### Primeros años
Enrique Jardiel Poncela, nació en Madrid en el número 29 de la calle del Arco de Santa María (hoy calle de Augusto Figueroa, perpendicular a la de Fuencarral). Su padre fue Enrique Jardiel Agustín, matemático, latinista y periodista colaborador de La Correspondencia de España y de otros diarios. Era natural de la población zaragozana de Quinto (nacido en 1864). Su madre Marcelina Poncela Ontoria era pintora, y fue una de las primeras mujeres en optar a estudios de bellas artes en Madrid en 1884. La abuela materna tuvo previamente cierta amistad con Vital Aza y esa influencia se transmitió hasta Enrique por vía materna (otros autores mantienen que Marcelina tuvo propuesta de matrimonio del mismo Vital Aza antes de casarse con Enrique). Al poco de nacer el primer hijo en 1895, el abuelo exigía su nacimiento en la Casona de Quinto como mantenimiento de una tradición familiar. Tras la primera hija (Rosario), vino la segunda (Angelina), la tercera hija (Aurorita) murió al poco de nacer.
Enrique fue el cuarto y el último de los hijos, nacido en 1901 en Madrid. Los hermanos fueron educados por la madre; crecieron en un entorno lleno de libros, pinturas y esculturas. En 1905, inició sus estudios en la Institución Libre de Enseñanza (ubicada en la calle General Martínez Campos) con dos de sus hermanas, que continuó a partir de 1908 en la Sociedad Francesa (Liceo Francés) hasta cumplir los diez años. Era esa época cuando la madre le puso como mote «Potito». Como Enrique era el único hijo, el padre quiso que estudiara. Existía en Enrique una tendencia natural a los dibujos e ilustraciones, los guardaba a menudo con la intención de escapar a la severa vigilancia de su madre. Según cuenta él mismo, a los siete años solía visitar el Museo del Prado en compañía de su madre y, a los nueve acostumbraba a acompañar a su padre a la tribuna de prensa del Congreso de los Diputados, donde presenció numerosos debates políticos. La tendencia a dibujar apareció en Enrique antes que la de escribir. A temprana edad detectaron en él un ligero estrabismo, que desaparecería «casi en su totalidad». En 1912, se trasladó al Colegio de los Padres Escolapios de San Antonio Abad (conocido como «Escuelas Pías de San Antón», en la calle de Hortaleza), donde estudió el bachillerato y en cuya revista Páginas Calasancias publicó sus primeros textos humorísticos. Ya desde esta primera época de bachillerato en los Escolapios era conocido por su actividad nocturna ligeramente rebelde. No era un alumno modelo. A pesar de ello, a los diez años escribió el primer verso, a los once su primera novela. Se titulaba Mondalud de Brievas, y al poco de terminarla lo anunció a la familia y en un huerto de Quinto la leyó ante ellos. Su infancia se llenó de juegos en los solares de la Castellana, en las rifas que organizaba su madre en el Comercial. Pronto destacó Enrique por su extremada imaginación.
En 1916, la familia cambió de domicilio a la calle Churruca n.º 15, y uno de sus nuevos vecinos, el poeta Manuel Machado le animó a seguir con su vocación de escritor. Otro de sus vecinos fue Serafín Adame, de su misma edad y con quien escribirá numerosas obras en los siguientes diez años. En 1917 su madre comenzó a sentir unos dolores sospechosos en el vientre. Un año antes había sido operada de una oclusión intestinal, y al abrir el doctor encontró diversos tumores con adherencias. A pesar de todo, ella se recuperó, hasta llevar una vida sin grandes dificultades. Ese mismo año, a pesar de un largo peregrinaje por diversos doctores, de periodos de esperanza unidos con desánimo, y de los cuidados de su familia, su madre falleció, y fue enterrada en Quinto, el pueblo de su marido. Durante su padecimiento, Enrique estuvo siempre a su lado. Al acabar todo, regresó a Madrid muy afectado, estudió en el Instituto San Isidro (ubicado en la calle de Toledo) e hizo su preparatorio para iniciar su carrera. En estos instantes conoció a José López Rubio (comediógrafo español), quien sería amigo desde esos años de preparación de carrera. Vivía en esta época con su padre viudo y con sus hermanas en la calle Churruca. Preparó unas oposiciones a Hacienda, que no logró. Su primer oficio sería el de periodista; su primera novela, El plano astral, y su primera obra de teatro, La banda de Saboya. Conoció a Amparito, la que sería su primera novia, durante siete años.

### Comienzos como escritor
En 1919 se empezó a acostumbrar a escribir en los cafés de Madrid. En ese mismo año su hermana Angelina se casó con Augusto Linares y abandonó la casa familiar. Enrique continuó yendo en los meses estivales a la casa familiar de Quinto. Hizo sus primeras colaboraciones, artículos y cuentos, en distintos periódicos, La Nueva Humanidad, La Correspondencia de España y Los Lunes de El Imparcial, y entró en la redacción de La Acción en 1921 y en la de La Correspondencia de España al año siguiente (ubicada en la Puerta del Sol, justo encima de la pastelería La Mallorquina). Ese mismo año comenzó a publicar en la revista Buen Humor, referencia fundamental del nuevo humorismo literario español. Eran famosas las reuniones con sus amigos en el 15 de la calle Churruca, en largas veladas que denominaban el bazar turco. A comienzos de los años veinte la actividad creadora le acompañaba y escribió numerosas obras de teatro. Comenzó a colaborar literariamente con José López Rubio y conoció a Ramón Gómez de la Serna, que ejerció una gran influencia sobre él en lo personal y en lo literario.
A partir de 1923 abandonó el periodismo, aunque mantuvo su colaboración con Buen Humor, para dedicarse por entero a la literatura; publicó dos novelas cortas, El hombre a quien amó Alejandra y El infierno. Se dedicó también al teatro, donde siguió sus colaboraciones con Serafín Adame y con otros autores. Asistió a la tertulia recién estrenada por Ramón Gómez de la Serna en el viejo café de la calle Carretas: Café Pombo (a la que se conocía como La sagrada cripta del Pombo). Enrique fue uno de los contertulios más jóvenes, y por esta época firmó algunos de sus artículos como «Jardiel, alférez de Castilla». En 1926 comenzó a convivir con Josefina Peñalver, mujer separada y que tenía un hijo de su relación anterior. Jardiel empezó a escribir en Gutiérrez, revista recién fundada y heredera de la tradición de Buen Humor. Su vitalidad lo llevaría a fundar una publicación titulada La Novela Misteriosa, revista que desapareció tras nueve números a consecuencia de una huelga del cuerpo de Correos. En esta publicación emitió Enrique algunas de sus pequeñas obras que él mismo denominó "juguetes cómico-líricos".

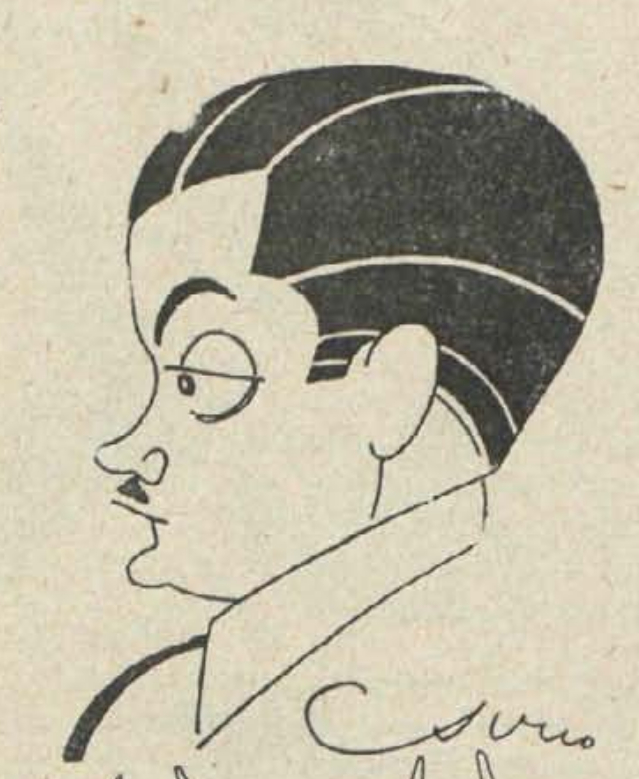
Retratado por Sirio en la revista Buen Humor (1928)

En febrero de 1927, debido a fuertes problemas económicos de subsistencia, con un año de convivencia junto a Josefina, ambos decidieron separarse amistosamente. Con este ambiente de necesidad empezó a escribir la obra de teatro Una noche de primavera sin sueño. En este mismo año dejó de colaborar con Serafín Adame, se replanteó su literatura y, tras escribir dos comedias que no llegaron a editarse ni a representarse, estrenó por fin, el 28 de mayo en el Teatro Lara de Madrid, Una noche de primavera sin sueño, primera comedia representativa de su forma de hacer teatro y humor. La obra fue un éxito. Escribió la obra en algunos cafés, sobre todo en el Café Gijón, cercano a su vivienda. En 1928 nació su primera hija, fruto de su relación con Josefina: Evangelina, a la que permanecería muy unido toda su vida y que escribiría una biografía sobre su padre. A finales de 1929 conoció a José Ruiz-Castillo, que tenía como objetivo publicar una colección sobre «Grandes novelas humorísticas» en la editorial Biblioteca Nueva. Su conocimiento espoleó a Jardiel hacia nuevos rumbos.

### Primeras grandes obras

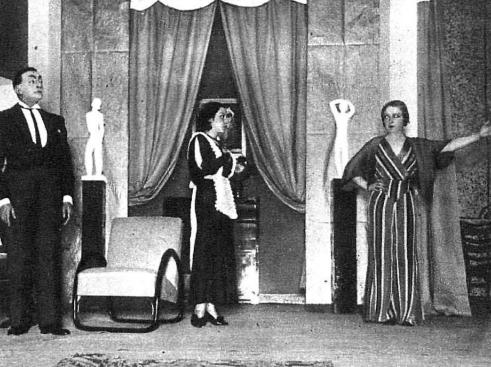
Escena del estreno de la obra de teatro Usted tiene ojos de mujer fatal, en 1933.

Cliente habitual de cafés como el Universal, el Europeo, el café Granja El Henar, el de las Salesas o el Castilla, que usaba como despacho de trabajo, en 1929 publicó su primera novela Amor se escribe sin hache, que ridiculizaba el género de novelas de amor. Al año siguiente, se publicó ¡Espérame en Siberia, vida mía!, parodia de las novelas de aventuras, escrita en apenas cuatro meses. Aquel mismo año de 1930, su obra teatral El cadáver del señor García resultó un rotundo fracaso. En 1931 publicó una de sus novelas más populares: Pero... ¿hubo alguna vez once mil vírgenes?, sobre el tema del donjuanismo.
En 1932 se estrenó en Valencia su comedia Usted tiene ojos de mujer fatal, y publicó su cuarta y última novela, La tournée de Dios. Se trasladó a Hollywood, contratado por la Fox para trabajar en la versión en castellano de algunas películas de la productora. Regresó de Estados Unidos en marzo de 1933 y estrenó en Madrid Usted tiene ojos de mujer fatal. Escribió el guion para la película Se ha fugado un preso, dirigida por Benito Perojo. En septiembre viajó a París, también por encargo de la Fox, a los estudios Billancourt, para rodar sus Celuloides rancios.
En 1934 se publicó el primer tomo de su obra teatral, Tres comedias con un solo ensayo, y estrenó Angelina o el honor de un brigadier, que más tarde sería titulada Angelina o un drama en 1880. En julio viajó nuevamente a Hollywood, donde permaneció hasta marzo del año siguiente; durante esta estancia rodó una versión cinematográfica de Angelina o el honor de un brigadier. Este mismo año conoció a la actriz Carmen Sánchez Labajos, que sería su compañera hasta su muerte y con la que al año siguiente tuvo a su segunda hija, María Luz.

### Guerra y posguerra

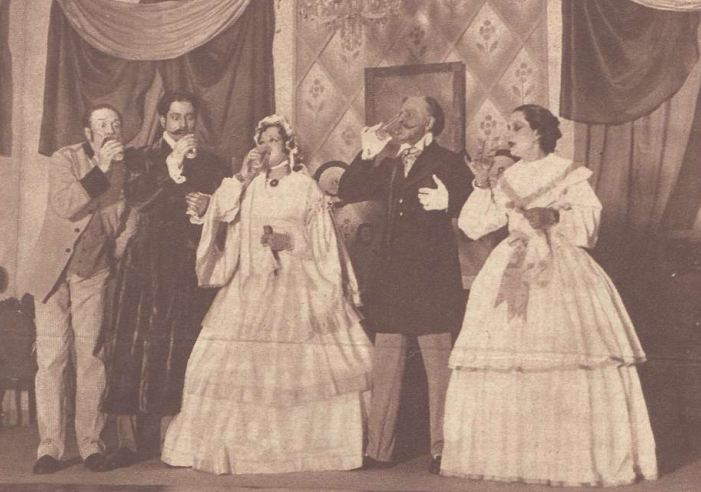
Escena del estreno de la obra de teatro Cuatro corazones con freno y marcha atrás, en 1936.

A lo largo de 1935 y 1936 estrenó las comedias Un adulterio decente, Las cinco advertencias de Satanás y Morirse es un error, que retitularía, después de la Guerra Civil, Cuatro corazones con freno y marcha atrás, sin duda una de sus obras más reconocidas. Al iniciarse la guerra fue detenido, el 16 de agosto, y llevado a una checa (local que utilizaban los milicianos de izquierda como cárceles), acusado, por una denuncia anónima, de haber dado cobijo en su casa al exministro de la Segunda República Rafael Salazar Alonso, ejecutado unos meses más tarde. Demostrada la falsedad de la denuncia, fue puesto en libertad pocos días después.
En 1937, consiguió salir de España, y marchó a Francia y seguidamente a Argentina, donde trabajó para el cine y para la radio. En 1938 regresó a España a través de Portugal, y se estableció en San Sebastián, en la zona franquista, hasta la finalización de la guerra. En 1939 regresó a Madrid, donde el 16 de junio estrenó la opereta Carlo Monte en Monte Carlo, con música de Jacinto Guerrero, y el 21 de octubre la comedia Un marido de ida y vuelta. Realizó un doblaje cómico para una antigua película muda, Mauricio, o una víctima del vicio.
En los primeros años de la década de los cuarenta, su capacidad creativa era enorme y así, volcado en el teatro, estrenó gran cantidad de obras: Eloísa está debajo de un almendro, en mayo de 1940, en el Teatro de la Comedia de Madrid, considerada su obra maestra; El amor sólo dura 2.000 metros, Los ladrones somos gente honrada y Madre (el drama padre), en 1941; Es peligroso asomarse al exterior y Los habitantes de la casa deshabitada, en 1942, y Blanca por fuera y Rosa por dentro, Las siete vidas del gato y A las seis en la esquina del bulevar, en 1943. Este mismo año se estrenó la versión cinematográfica de Eloísa está debajo de un almendro, dirigida por Rafael Gil, y creó la Compañía de Comedias Cómicas.
En 1944, inició una gira por América Latina que tuvo que suspender antes de tiempo en Uruguay, debido a los incidentes causados por republicanos exiliados y uruguayos contrarios al régimen franquista, que reventaron los estrenos. El consiguiente fracaso económico, junto al fallecimiento de su padre ese mismo año, que le sumió en una crisis personal, fueron el comienzo de su decadencia económica y personal.

### Últimos años y fallecimiento
A pesar de los reveses sufridos, Jardiel continuó escribiendo sin descanso. En 1945, año del estreno de la película Es peligroso asomarse al exterior, de Alejandro Ulloa y basada en su obra, estrenó Tú y yo somos tres, El pañuelo de la dama errante y El amor del gato y del perro, y en 1946, Agua, aceite y gasolina, que provocó un escándalo el día del estreno, y El sexo débil ha hecho gimnasia.
Ese año, el Consejo Superior de Teatro le otorgó el Premio Nacional de Teatro, pero su salud siguió resintiéndose: a la muerte de su padre y el fracaso de la gira americana se unieron un desengaño amoroso y el diagnóstico de un cáncer de laringe. A partir de 1946, apenas estrenó un par de comedias, Como mejor están las rubias es con patatas, en 1947, y su último estreno, Los tigres escondidos en la alcoba, en 1949, que se convirtió en un nuevo fracaso, lo que supuso su definitiva ruina física y económica. En sus dos últimos años de vida publicó artículos y recopilaciones y ofreció algunas conferencias.
Falleció, arruinado y abandonado por muchos de sus amigos, el 18 de febrero de 1952 a la temprana edad de cincuenta años. En su nicho figura como epitafio una frase suya: «Si buscáis los máximos elogios, moríos».
La vinculación con el teatro continuó en su familia. Su hija María Luz, sus nietas Rocío y Paloma Paso Jardiel, su nieto Enrique Gallud Jardiel y su bisnieto Darío Paso se han dedicado a la interpretación. Además, su bisnieto Ramón Paso, hijo de Paloma Paso, siguiendo la estela de Jardiel es dramaturgo y escribió una obra titulada Jardiel enamorado. 

## Estilo
La originalidad de Jardiel no reside tanto en la selección de los temas como en la creación de situaciones grotescas, ridículas o increíbles, lo cual consigue por medio de ironías, diálogos vivaces, equívocos, sorpresas o contrastes de estilos y registros, mezclando a menudo lo sublime y lo alocado.
Su novedad se caracteriza básicamente por:
- El encadenamiento de situaciones inverosímiles, lindantes con el teatro del absurdo.
- La utilización medida y rigurosa de la comicidad en el lenguaje, sin abusar del chiste fácil.
- El dominio absoluto de la construcción dramática, el cual le permite dosificar los efectos de sorpresa y alternar sabiamente los momentos de intriga con los de puro humor.
- La inclusión de tramas de tipo novelesco o detectivesco, en forma de pastiche literario.
- El cultivo de un humorismo de raíz intelectual, ingenioso, agudo y mordaz, con tintes que lo acercan al aforismo.

En cualquier caso, siempre bajo el truco, el disparate o la situación más absurda, esconde una dura y amarga crítica a la sociedad, reflejo de su desencantada visión de la realidad. Valgan como ejemplos Angelina o el honor de un brigadier (1934), sátira del mundo sentimental y posromántico de finales del siglo XIX, o Madre (el drama padre), crítica al teatro naturalista.

## Legado
El influjo del estilo de Jardiel sobre muchos de sus contemporáneos es algo fuera de toda duda. Alfredo Marqueríe acuñó el término jardielismo e insistió en que en ciertas obras de Edgar Neville, de Joaquín Calvo Sotelo, de José López Rubio, de Miguel Mihura, de Tono, de Víctor Ruiz Iriarte, en los tipos que presentan, en las situaciones, en el juego coloquial, la huella de Jardiel está siempre presente. Entre los autores que reciben y reconocen su influjo se hallan Jorge Llopis, Álvaro de Laiglesia, Alfonso Paso, Juan José Alonso Millán, Carlos Llopis, Ignacio Amestoy, Enrique Gallud Jardiel y Ramón Paso, entre otros.

## Obras

### Novela
- Amor se escribe sin hache (1928)
- Espérame en Siberia, vida mía (1929)
- Pero... ¿hubo alguna vez once mil vírgenes? (1931)
- La tournée de Dios (1932)

### Ensayo
- Tres comedias con un solo ensayo, 1933.
- Cuarenta y nueve personajes que encontraron su autor, 1936.
- Dos farsas y una opereta, 1939.
- Una letra protestada y dos letras a la vista, 1942.
- Tres proyectiles del 42, 1944.
- «Agua, aceite y gasolina» y otras dos mezclas explosivas, 1946.
- De «Blanca» al «Gato» pasando por el «Bulevar», 1946.
- El teatro visto con mis propias gafas. Poética teatral, 2016.
- Estrenos y batallas campales, 2016

### Teatro
- El príncipe Raudhick, 1919.
- La banda de Saboya, 1922.
- Mi prima Dolly, 1923.
- Nátida, en colaboración con Antonio Aurelio del Castillo, zarzuela con música de Rafael Calleja Gómez, 1924.
- ¡Te he guiñado un ojo!, 1925.
- La hoguera, 1925.
- La noche del Metro, 1925.
- ¡Achanta que te conviene!, 1925.
- El truco de Wenceslao, 1926.
- ¡Qué Colón!, en colaboración con Serafín Adame, Sketch en un acto con música de Rafael Calleja Gómez, 1926.
- ¡Vamos al Romea!, 1926.
- Se alquila un cuarto, 1925.
- Fernando el Santo, 1926.
- No se culpe a nadie de mi muerte, 1926.
- Una noche de primavera sin sueño (1927)
- El cadáver del señor García (1930)
- Usted tiene ojos de mujer fatal (1932)
- Angelina o el honor de un brigadier (retitulada Angelina o un drama en 1880, 1934)
- Un adulterio decente (1935)
- Las cinco advertencias de Satanás (1935)
- Intimidades de Hollywood, 1935.
- La mujer y el automóvil, 1935.
- Cuatro corazones con freno y marcha atrás (1936)
- Carlo Monte en Monte Carlo (opereta con música de Jacinto Guerrero, 1939)
- Un marido de ida y vuelta (1939)
- Eloísa está debajo de un almendro (1940)
- El amor sólo dura 2.000 metros (1941)
- Los ladrones somos gente honrada (1941)
- Madre (el drama padre) (1941)
- Es peligroso asomarse al exterior (1942)
- Los habitantes de la casa deshabitada (1942)
- Blanca por fuera y Rosa por dentro (1943)
- Las siete vidas del gato (1943)
- A las seis en la esquina del bulevar (1943)
- Tú y yo somos tres (1945)
- El pañuelo de la dama errante (1945)
- El amor del gato y del perro (1945)
- Agua, aceite y gasolina (1946)
- El sexo débil ha hecho gimnasia (1946)
- Como mejor están las rubias es con patatas[9]
- Los tigres escondidos en la alcoba (1949)
- Flotando en el éter (inacabada)[10]

### Novela corta
- La victoria de Samotracia, 1919.
- La dama rubia, 1920.
- El caso de sir Horacio Wilkins, 1922.
- El plano astral, 1922.
- Aventuras de Torthas y Pan Pin Tao, 1922.
- El misterio del Triángulo Negro, 1922.
- La voz muerta, 1922.
- El espantoso secreto de Máximo Marville, 1922.
- Dos manos blancas, 1922.
- El hombre de hielo, 1922.
- Una aventura extraña, 1922.
- La sonrisa de Vadi, 1922.
- El aviso telefónico, 1922.
- El silencio, 1922.
- Las huellas, 1922.
- El hombre a quien amó Alejandra, 1924.
- La muchacha de las alucinaciones, 1924.
- El infierno, 1924.
- Una ligereza, 1925.
- Las defensas del cerebro, 1925.
- La sencillez fragante, 1925.
- Lucrecia y Mesalina, 1925.
- La puerta franqueada, 1926.
- Ocho meses de amor, 1926.
- Jack, el destripador, 1926.
- La Olimpiada de Bellas Vistas, 1926.
- Los 38 asesinatos y medio del castillo de Hull, 1936.
- El naufragio del «Mistinguette», 1938.
- Diez minutos antes de la medianoche, 1939.

### Narrativa breve
- Pirulís de la Habana, 1927.
- Lecturas para analfabetos, 1927.
- Máximas mínimas, 1937.
- El libro del convaleciente, 1938.
- Novísimas aventuras de Sherlock Holmes, 1939.
- Exceso de equipaje, 1943.
- Para leer mientras sube el ascensor (Selección de escritos breves), 1948 [6.ª ed. 1961, 7.ª ed. 1965, 8.ª ed. 1972]. Con ilustraciones intercaladas.
- 5 kilos de cosas, 1956
- ¡Por Dios que no se entere nadie!. Mis mejores cuentos de humor, 2014.
- ¿Por qué no se suicida usted? y otros escritos de juventud, 2015.
- El plano astral y otras novelas cortas, 2016.
- El amor es un microbio, 2016.
- Estrenos y batallas campales, 2016.
- Mis viajes por los países a los que no he ido nunca, 2017.
- Los escritos del conde Enrico di Borsalino, 2017.
- Textos huérfanos, 2017.
- El hombre que iba a casa del dentista, 2017.
- La caza del marido, 2017.
- Consejos para asesinos, 2017.
- Ocho meses de amor, 2017.
- El misterio del triángulo negro, 2018.
- Las infamias de un vizconde, 2018.
- Obra inédita, 2018.
- Jardieladas, 2018.
- La voz muerta, 2018.
- Parodias históricas, 2019.
- El hada Curiosidad. Entrevistas indiscretas, 2020.
- Trucos para triunfar en la vida, 2021.
- Una cabeza desagradable, 2022.
- Reglas y fórmulas para hacer teatro, 2023.
- Diez días entre los hipotecas, 2023.

### Guiones cinematográficos
- Es mi hombre, 1927.
- Se ha fugado un preso, 1931.
- Wild Girl, 1932.
- Six Hours to Live, 1932.
- El rey de los gitanos, 1932.
- La melodía prohibida, 1932.
- Los expresos y el expreso, 1933.
- El amor de una secretaria, 1933.
- Cuando los bomberos aman, 1933.
- Ruskaia gunai zominovitz, 1933.
- Emma, la pobre rica, 1933.
- Pursued, 1934.
- Asegure a su mujer, 1934.
- Angelina o el honor de un brigadier, 1934.
- Usted tiene ojos de mujer fatal, 1936.
- Las cinco advertencias de Satanás, 1937.
- Margarita, Armando y su padre, 1937.
- Un anuncio y cinco cartas, 1938.
- El fakir Rodríguez, 1938.
- Mauricio o una víctima del vicio, 1940.
- El amor es un microbio, 1944.
- Eloísa está debajo de un almendro, 1943.
- Es peligroso asomarse al exterior, 1945.

### Colaboraciones en prensa
- La Nueva Humanidad
- La Correspondencia de España
- Los Lunes de El Imparcial
- La Acción
- Chiquilín
- Las Provincias
- Aire Libre
- Nuevo Mundo
- Mundo Gráfico
- Buen Humor
- Gutiérrez
- Ondas
- La Voz
- El Sol
- Heraldo de Madrid
- Informaciones
- Blanco y Negro
- El Liberal
- Comedias
- El Alcázar